# Microchilus platysepalus
Microchilus platysepalus är en orkidéart som beskrevs av Paul Ormerod. Microchilus platysepalus ingår i släktet Microchilus och familjen orkidéer. Inga underarter finns listade i Catalogue of Life.